# Si salvi chi vuole
Pour plus de détails, voir Fiche technique et Distribution.
Si salvi chi vuole est un film italien réalisé par Roberto Faenza, sorti en 1980.

## Synopsis
Stefano est un député communiste contraint de faire la navette entre Rome et Bologne, où il vit avec sa femme Luisa. Son fils cadet Enrico souffre d'un météorisme incurable et, s'il est mal à l'aise à l'école, il n'a aucun problème à la maison, espionnant parfois ses parents et l'absence de pudeur de sa sœur. Cette dernière, Antonella, adolescente, décide de s'enfuir de la maison mais revient peu après avec le napolitain Poldo. Luisa, fidèle à son habitude, accepte la nouvelle situation. Stefano, qui a généralement tendance à être très calme et ordonné, se rend à Rome pour essayer de se calmer. Mais Luisa le rattrape vite et le convainc de rentrer à la maison pour une soirée mondaine au cours de laquelle Poldo et son chien Epicuro causent de tels désastres qu'ils rendent le propriétaire fou. La nouvelle qu'Antonella est enceinte de deux mois le surprend à nouveau.

## Fiche technique
- Titre : Si salvi chi vuole
- Réalisation : Roberto Faenza
- Scénario : Roberto Faenza, Vincenzo Caretti, Antonio Padellaro et Carlo Rossella
- Photographie : Pasquale Rachini (it)
- Montage : Ruggero Mastroianni
- Musique : Ennio Morricone
- Pays d'origine : Italie
- Genre : comédie
- Date de sortie : 1980

## Distribution
- Gastone Moschin : Stefano
- Claudia Cardinale : Luisa
- Enrico Vecchi : Enrico
- Ilaria Vecchi : Antonella
- Francesco De Rosa : Poldo